# عبد الرحمن قابوس
عبد الرحمن قابوس (من مواليد 24 ابريل 1983 في فرنسا)، لاعب كرة قدم مغربي.
بدأ مسيرته الكروية مع نادي سوشو الفرنسي في موسم 2003/2004، ولعب معهم 8 مباريات، وفي عام 2005 انتقل إلى نادي نوركوبينغ، ولعب معهم 18 مباراة، وفي عام 2006 انتقل إلى نادي ديغيرفوس، ولعب معهم 19 مباراة وسجل هدفين، ومنذ عام 2007 وهو يلعب مع نادي سيسكا صوفيا البلغاري.
و هو يلعب مع منتخب المغرب لكرة القدم منذ عام 2007.

## روابط خارجية
- عبد الرحمن قابوس على موقع قاعدة بيانات كرة القدم.إي يو (الإنجليزية)
- عبد الرحمن قابوس على موقع ناشيونال فوتبول تيمز (الإنجليزية)
- عبد الرحمن قابوس على موقع Soccerway.com (الإنجليزية)
- عبد الرحمن قابوس على موقع كووورة